# Władysław Kopaczyński
Władysław Ignacy Kopaczyński herbu Junosza, vel Władysław (bądź Jan) Nowacki, ps. „Junosza”, „Janusz”, „Junoska” (ur. 1843 w Kobylnikach, zm. 22 października 1901 w Krecowie) – rotmistrz żandarmerii narodowej w powstaniu styczniowym, właściciel ziemski, działacz samorządowy.

## Życiorys
Urodził się w 1843 w Kobylnikach na obszarze Królestwa Polskiego. Właściwie nazywał się Władysław Ignacy Kopaczyński. Legitymował się herbem szlacheckim Junosza. Był jedynym dzieckiem Walentego i Petroneli z domu Cybulskiej. Pochodził z patriotycznej rodziny ziemiańskiej. Jego dziadek był majorem w armii Księstwa Warszawskiego,  walczącym pod komendą Jana Henryka Dąbrowskiego, a ojciec walczył w powstaniu listopadowym, po którym był właścicielem ziemskim, a potem dzierżawcą dóbr. 
Jako dziecko zetknął się ze sferą militarną, kiedy w jego domu stacjonował oddział kawalerii armii rosyjskiej, kroczący w celu stłumienia powstania węgierskiego, i od tego czasu fascynował się służbą wojskową. Uczył się w Kielcach, gdzie w wieku 18 lat ukończył naukę w Wyższej Szkole Realnej. Następnie zatrudniony w branży górniczej w charakterze praktykanta. Pracując w tej branży był zwolniony ze służby wojskowej. Nie był zaangażowany w ramach organizacji niepodległościowych.

### Służba powstańcza
Po wybuchu powstania styczniowego (22 stycznia 1863) zgłosił się do punktu zbornego między Drzewicą a Opocznem. Jako szeregowiec otrzymał przydział do oddziału opoczyńskiego rtm. Stamirowskiego. Po komendą tegoż na początku swojej służby dotarł do Wielkiej Woli w celu stłumienia buntu chłopów. Po tygodniu został mianowany podoficerem w II plutonie. Następnie z rozkazu Łakińskiego (naczelnik sił zbrojnych powiatu) został przydzielony pod komendę kpt. Kazimierza Wiśniewskiego, formującego oddział żandarmów narodowych powiatu opoczyńskiego (wzgl. był on dowódcą kawalerii w Radomskiem). Z zaangażowaniem zajmował się generalnie działalnością administracyjną oddziału (rekwizycja koni, rekwizytów, kontakty z władzami cywilnymi) oraz objął funkcję adiutanta dowódcy i kierował kancelarią. Po około dwóch miesiącach otrzymał awans na stopień oficerski i został mianowany na podporucznika. Po rozbiciu oddziału Wiśniewskiego 30 czerwca 1863 między Mechlinem a Goździkowem (kapitan został pojmany, a 16 lipca rozstrzelany w Radomiu) został dowódcą niedobitków pozostałych z jednostki. Jako I oficer po Wiśniewskim zebrał pozostałych kilkudziesięciu jeźdźców i udał się do pułkownika Dionizego Czachowskiego, który mianował go za to porucznikiem. Został odesłany przez płk Czachowskiego przez Piotrków i Częstochowę do Krakowa, gdzie otrzymał mianowanie na dowódcę oddziału w Krakowskiem, po czym wyjechał z tych stron, a następnie zorganizował i objął dowodzenie nad oddziałem 40 żandarmów konnych na terenie powiatu miechowskiego i powiatu stopnickiego. Dokonał uzupełnień siły oddziału i został komendantem w Miechowskiem. Stamtąd, wobec trudności operacyjnych, przeszedł do powiatu stopnickiego. 
Jesienią 1863 objął dowództwo żandarmerii województwa krakowskiego. Od września dowodził oddziałem żandarmerii nazwanym od swojego pseudonimu. Nosił pseudonimy „Junosza”, „Janusz”, „Junoska”. Dowodził w sześciu bataliach: walkach pod Goździkowem 30 czerwca 1863, w potyczce pod Stawami 9 października 1863, potyczce pod Motkowicami 12 grudnia 1863), bitwie w Bebelnie 28 kwietnia 1864, bitwie pod Żeleźnicą 30 kwietnia 1864, potyczce pod Pińczowem 3 maja 1864. Wcześniej brał też udział w bitwie pod Iłżą 17 stycznia 1864, bitwie pod Opatowem 21 lutego 1864. Współdziałał m.in. z płk. Karolem Kalitą ps. „Rębajło” (dowódca oddziału stopnickiego), płk. Zygmuntem Chmieleńskim (naczelnik wojenny woj. krakowskiego), płk. Józefem Hauke-Bosakiem (dowódca II Korpusu Krakowskiego). Przez tego ostatniego w lutym 1864 został mianowany naczelnikiem kozaków ostatniego województwa krakowskiego (zamiast na stanowisko naczelnika żandarmów) i w tej funkcji pozostał do końca. Także przez Hauke-Bosaka rozkazem z 15 marca 1864 został awansowany na pełnego rotmistrza (decyzję otrzymał 15 kwietnia 1864). W tym czasie jego licząca ok. 70 koni jednostka, nękana bezustannie przez siły wroga, była prawdopodobnie jedynym z ostatnich oddziałów powstańczym na terenie województwa krakowskiego. Wkrótce potem, wiosną 1864 otrzymał dostarczony przez ppłk. Markowskiego (naczelnik dywizji krakowskiej) pisemny rozkaz Hauke-Bosaka informujący o awansowaniu go na stopień majora i polecający przetrwanie do 10 maja 1864, zaś po tym dniu spodziewano się nadejścia posiłków z Galicji i interwencji z innych państw. Dysponował wówczas siłami 94 koni. Powyższą dyrektywę wykonał, a wobec ścigania swojego oddziału oraz faktycznej niemożliwości kontynuowania działań zbrojnych dokonał rozpuszczenia jednostki nad ranem 10 maja 1864 pod wsią Słupia. Przez cały okres swojej służby powstańczej ani raz nie został rozbity w bojach. Tuż po rozpuszczeniu oddziału udał się w stronę Jędrzejowa, po czym przeprawił się przez Wisłę na obszar Galicji. W odróżnieniu do deklarowania awansu na majora w treści własnych wspomnień, w późniejszych źródłach był przedstawiany w stopniu rotmistrza.

### Późniejsze losy
Po powstaniu osiadł w Galicji. Z wykształcenia był agronomem. Staraniem Jana Porembalskiego, władającego dobrami w Rudawce, podjął pracę na stanowisku drogomistrza przy radzie powiatowej w Birczy. Jako przedsiębiorca zajmował się sprzedażą kruszywa potrzebnego przy budowach dróg oraz dostawami materiałów budowlanych. Dorobiwszy się nabył majątek w Krecowie, gdzie gospodarował do swojej śmierci. W 1881 otrzymał obywatelstwo austriackie. Był właścicielem własności ziemskiej w Krecowie w latach 80. i 90.. Na początku 1891 nabył majątek Lachawa, który obok Krecowa posiadał do końca życia. W miejscu zamieszkania był założycielem tartaku, młyna, zbudował szkołę, był też inicjatorem prac poszukiwawczej ropy naftowej. Z tych względów zyskał miano „dobrego gospodarza i organizatora”. W 1896 wraz z Pawłem Tyszkowskim z Huwnik otrzymał od C. K. Ministerstwa Kolei koncesję na budowę kolei z Niżankowic przez Huwniki, Rybotycze, Trzcianiec, Kreców, Mrzygłód w połączeniu z Sanokiem.
Przez lata był członkiem wydziału C. K. Rady powiatowej w  Dobromilu, wybierany z grupy większych posiadłości jako członek od około 1884, w 1890, od około 1892 pełnił funkcję zastępcy członka wydziału, a od około 1897 do końca życia był członkiem wydziału powiatowego. Należał do Galicyjskiego Towarzystwa Gospodarskiego, od około 1885 był członkiem oddziału przemysko-mościsko-jaworowsko-bireckiego, a do końca życia do oddziału przemysko-mościsko-bireckiego. W 1885 został wylosowany sędzią przysięgłym przy trybunale w Przemyślu. Od około 1894 do końca życia na obszarze powiatu Bircza był szacownikiem dóbr dla okręgu sanockiego sądu powiatowego. W maju 1894 w Mrzygodzie przemawiał nad grobem zmarłego powstańca listopadowego Józefa Bigi. W lipcu 1898 został członkiem rady gminnej w Krecowie. Przez szereg lat sprawował stanowisko wójta Krecowa (wzgl. naczelnika). W doniesieniach z Krecowa na łamach „Kurjera Lwowskiego” Nowacki był przedstawiany w negatywnym świetle w zakresie swojej działalności gospodarczej oraz stosunku wobec ludności. Jego ostre postępowanie wobec ludności chłopskiej Krecowa skutkowało konfliktem i sporem sądowym.

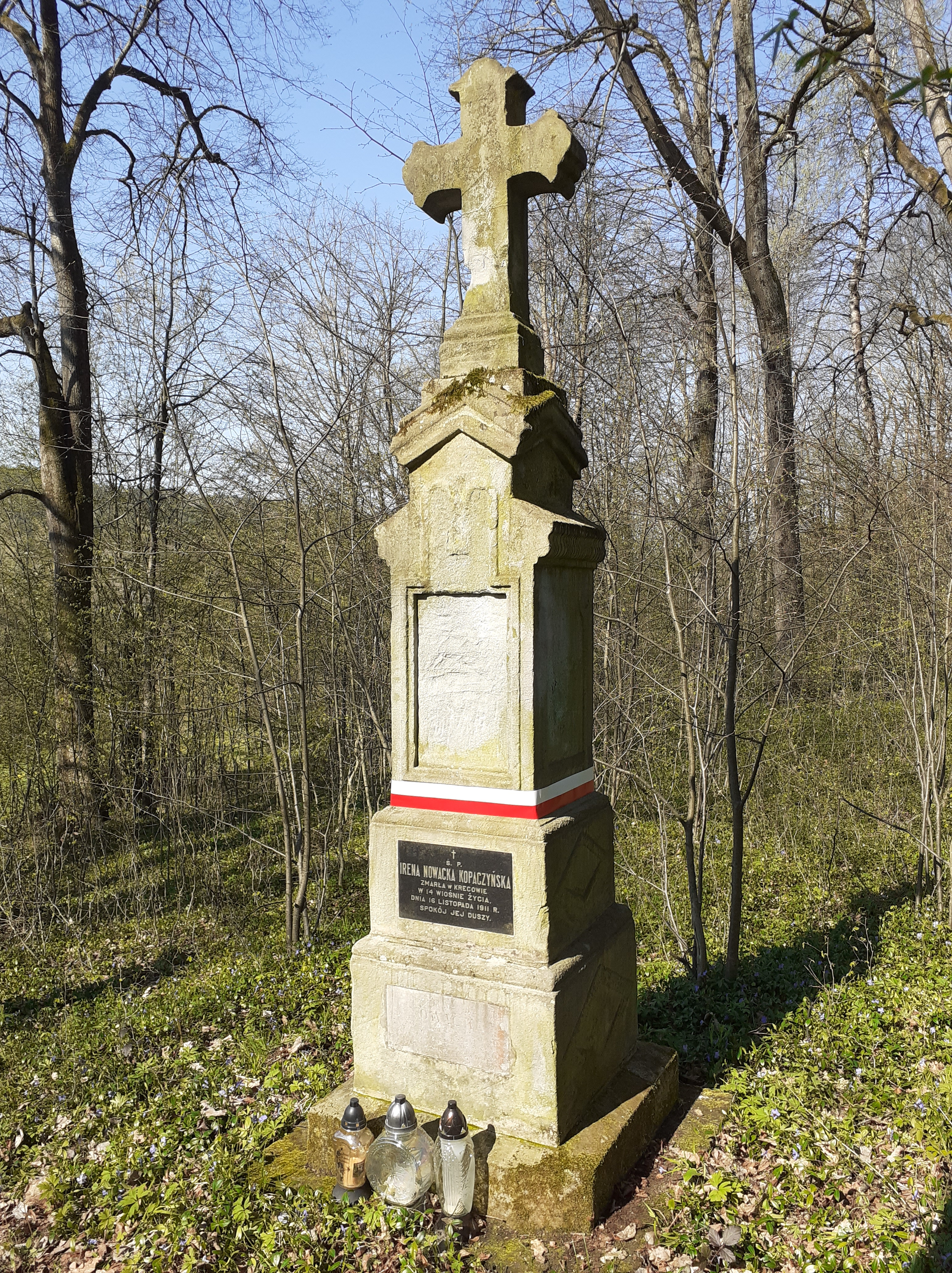
Nagrobek Nowackich Kopaczyńskich na starym cmentarzu w Krecowie (2023)

W drugiej połowie XIX wieku figurował jako „Władysław Nowacki” (spisy właścicieli ziemskich, Szematyzmy) lub był zapisywany jako „Nowacki-Kopaczyński” (przy informacji i przyznaniu obywatelstwa w 1881), „Junosza Kopaczyński Nowacki” (księga parafialna przy zapowiedzi ślubu), „Kopaczyński Nowacki” (księga parafialna przy zgonie) albo przedstawiany „Kopaczyński vel Nowacki”. Wydany w 1903 fragment swojego pamiętnika podpisał jako Jan Nowacki. Z uwagi na swoje kontakty z weteranami powstańczymi był uznawany przez austro-węgierskie władze zaborcze za osobę politycznie podejrzaną. Był autorem rękopisu wspomnień powstańczych, które w 1960 wydano pt. Pamiętnik Junoszy oficera polskich żandarmów w powstaniu styczniowym (przygot. do druku Emanuel Halicz, Leonard Ratajczyk). Inne jego reminiscencje, zatytułowane Urywek z pamiętnika, zostały opublikowane w pracy zbiorowej pt. W czterdziestą rocznicę powstania styczniowego 1863–1903, wydanej w 1903 (autor podpisany jako Jan Nowacki).
Zmarł 22 października 1901 w Krecowie w wieku 57 lat. Został pochowany na cmentarzu grecko-katolickim w Krecowie 25 października 1901 po pogrzebie odprawionym przez rzymsko-katolickiego ks. proboszcza z Sanoka i dziekana sanockiego Bronisława Stasickiego. Pamiątki po nim uległy zniszczeniu w trakcie pożaru Krecowa podczas I wojny światowej.
W życiu prywatnym 4 października 1890 w Krakowie ożenił się z Józefą Marią Dąmbską (zm. 1929)), właścicielką dóbr z Królestwa Polskiego, córką Edmunda Dąmbskiego z Lubrańca (właściciel Chruszczyny i Donosów) i Eleonory z domu Woźniakowskiej (zm. 1904). Po jego śmierci Józefa Nowacka była właścicielką majątku w Krecowie w pierwszej dekadzie XX wieku. Ich dziećmi byli: Janina Władysława Józefa (ur. 1891), Edmund Aleksander Marian (ur. 1892), Maria Józefa (ur. 1894), Irena (1896-1911). Na 28 września 1911 w sądzie w Sanoku zaplanowano licytację majętności w Krecowie tj. grunty z przynależnościami (m.in. budynki, młócarnia, dwie studnie, tartak, młyn) i w Lachawie. Na nagrobku Nowackich-Kopaczyńskich w Krecowie zachowała się tablica z inskrypcją dotyczącą Józefy Nowackiej (żony Władysława) oraz Ireny Nowackiej Kopaczyńskiej. W okresie II Rzeczypospolitej majątek w Krecowie należał do syna Władysława tj. Edmunda Nowackiego (ur. 1892), żonatego z Zofią z domu Romer z Jodłownika.